# Xenoperdix udzungwensis
La pernice degli Udzungwa (Xenoperdix udzungwensis Dinesen, Lehmberg, Svendsen, Hansen e Fjeldså, 1994) è una specie della famiglia dei Fasianidi.

## Biologia
Le pernici degli Udzungwa non sono uccelli timidi, tanto che è possibile avvicinarsi a loro fino a circa tre metri. Vivono in gruppi da 3 a 13 individui, ma a volte si incontrano da sole. Si nutrono frugando nella lettiera di foglie in cerca di invertebrati, che costituiscono la maggior parte della loro dieta, e di semi. Questa specie si appollaia sugli alberi, in gruppo, ad un'altezza compresa tra quattro e otto metri dal suolo.

### Nidificazione
Il periodo di nidificazione ha inizio con la stagione delle piogge, da novembre a marzo. Adulti accompagnati dai pulcini sono stati osservati a fine novembre, inizio dicembre e inizio gennaio. Esemplari immaturi sono stati visti in ogni periodo dell'anno, con un picco tra febbraio e luglio.

## Distribuzione e habitat

Distribuzione del genere Xenoperdix in Tanzania: in rosso, a nord, quella della pernice dei Rubeho; in blu, a sud, quella della pernice degli Udzungwa.

Questa specie è endemica dei monti Udzungwa, in Tanzania.
Questa specie africana venne scoperta nel 1991 nel sud-ovest della Tanzania da Dinesen et al. Gli autori che la descrissero ufficialmente notarono subito una certa somiglianza con le pernici del genere Arborophila a causa della forma del becco, delle squame del tarso, della colorazione contrastante dei fianchi, del sotto-coda e delle copritrici alari, del colore rossiccio del sopracciglio e della faccia e del dorso barrato di colore bruno-oliva. Questa parentela venne in seguito confermata da Crowe et al. La pernice degli Udzungwa è presente unicamente in frammenti di foresta sulle montagne omonime, soprattutto in corrispondenza dei monti Luhombero (240 km²) e Nyumbanitu (55 km²), e delle montagne Rubeho situate 150 km più a nord, nella foresta che ricopre la sommità del monte Chugu. La popolazione totale è costituita da 3000-4000 esemplari, con grandi differenze di densità da un frammento di foresta all'altro.

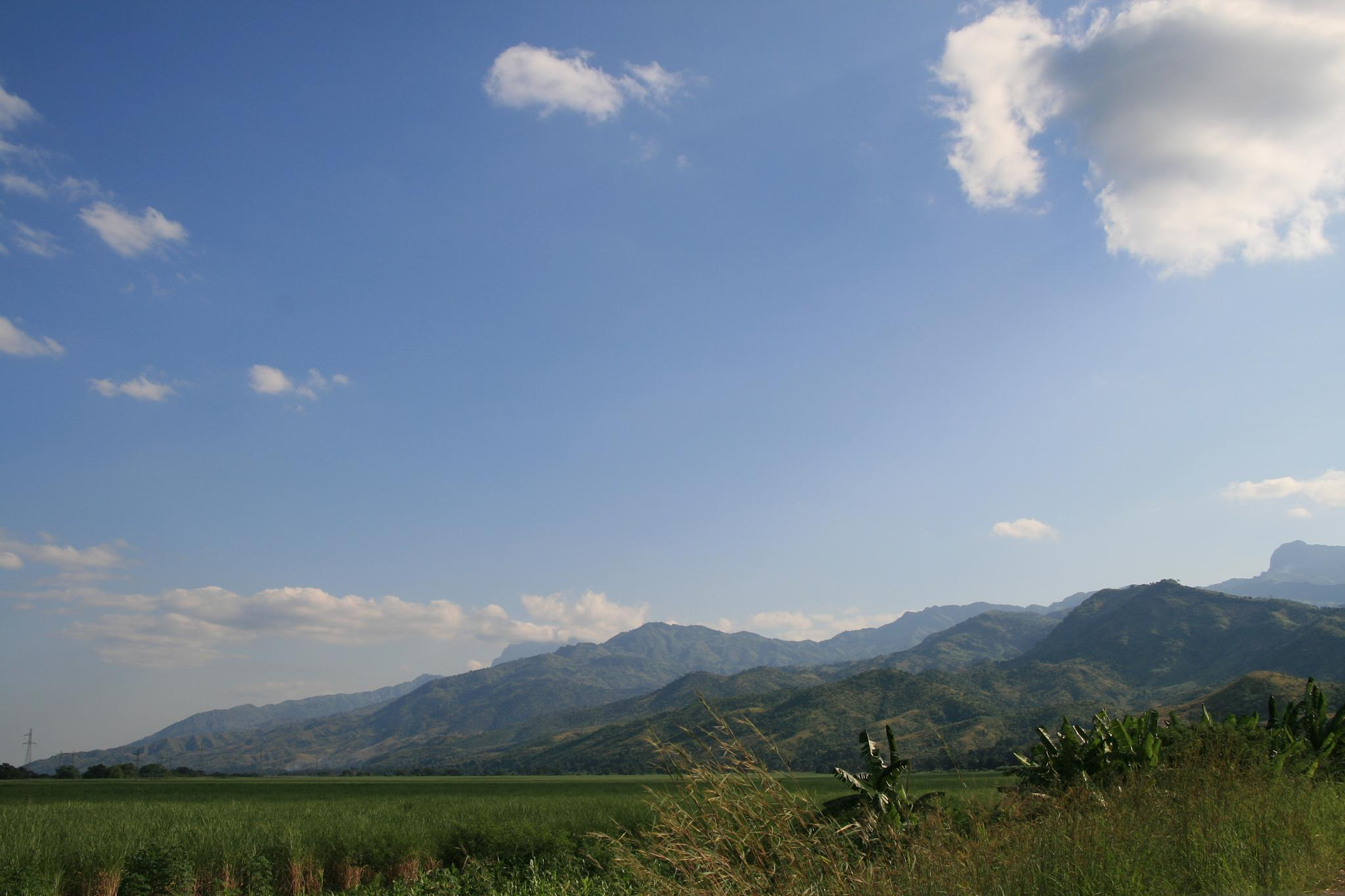
Veduta dei monti Udzungwa.

Questa specie abita le foreste sempreverdi di montagna ad altezze comprese tra 1300 e 1900 m per quanto riguarda la sottospecie udzungwensis, e tra 1600 e 2200 m nel caso di obscuratus. Si incontra preferibilmente sulle creste e i pendii scoscesi, soprattutto quando il sottobosco è costituito da papiri (Cyperus) e da felci sparse. La conifera Podocarpus è presente in tutte le località in cui la specie è stata trovata, e nel caso della sottospecie nominale le altre essenze sono rappresentate da Hagenia abyssinica, Albizia gummifera, Olea europaea e Phoenix reclinata.

## Tassonomia
Quella che in passato veniva riconosciuta come sottospecie, X. u. obscuratus Fjeldså e Kiure, 2003, è stata in seguito separata e trattata come specie a parte, la pernice dei Rubeho (Xenoperdix obscuratus). Essa si differenzia dalla forma nominale per le dimensioni più piccole, l'assenza di un semi-collare bianco e nero alla base della gola, rimpiazzato da una fila di piume nere, la faccia molto più scura e le copritrici alari dai margini distali color grigio chiaro che conferiscono un aspetto squamato piuttosto che barrato. Bowie e Fjeldså proposero di elevare questo taxon al rango di specie per una serie di differenze genetiche e morfologiche tra obscuratus e udzungwensis e per l'assenza di scambio genetico tra le popolazioni delle montagne Udzungwa e Rubeho; le due popolazioni presenterebbero una divergenza genetica dello 0,5% nelle sequenze mitocondriali studiate.

## Conservazione
Questa specie è considerata «in pericolo» a causa dell'estensione limitata del suo areale, relegato a sole tre località in cui la caccia, il bracconaggio e il degrado dell'habitat costituiscono minacce potenziali. L'entità delle popolazioni sembra essere stabile, anche se mostra grandi variazioni annue. Anche il disturbo arrecato dalle attività umane, come la raccolta di cibo e di legna da ardere o gli incendi intenzionali, costituisce un problema. La crescita demografica ha portato a un aumento del numero di fattorie che si insediano di preferenza ai margini delle foreste; gli incendi appiccati per fare loro spazio a volte sfuggono al controllo e possono raggiungere la foresta, come avvenne nel 2003. I monti Luhombero e Nyumbanitu sono situati rispettivamente in un parco nazionale e in una riserva naturale, ma ad essi è garantita solo una protezione virtuale, in quanto gli incendi boschivi, il disboscamento e il bracconaggio continuano a verificarsi.